# Pyrrhalta maculicollis
Pyrrhalta maculicollis is een keversoort uit de familie bladkevers (Chrysomelidae). De wetenschappelijke naam van de soort werd in 1853 gepubliceerd door Victor Ivanovitsch Motschulsky.